# Governatorato di Lahij
Laḥij (in arabo: لحج ) è un governatorato dello Yemen.